# Szkatuła Królewska

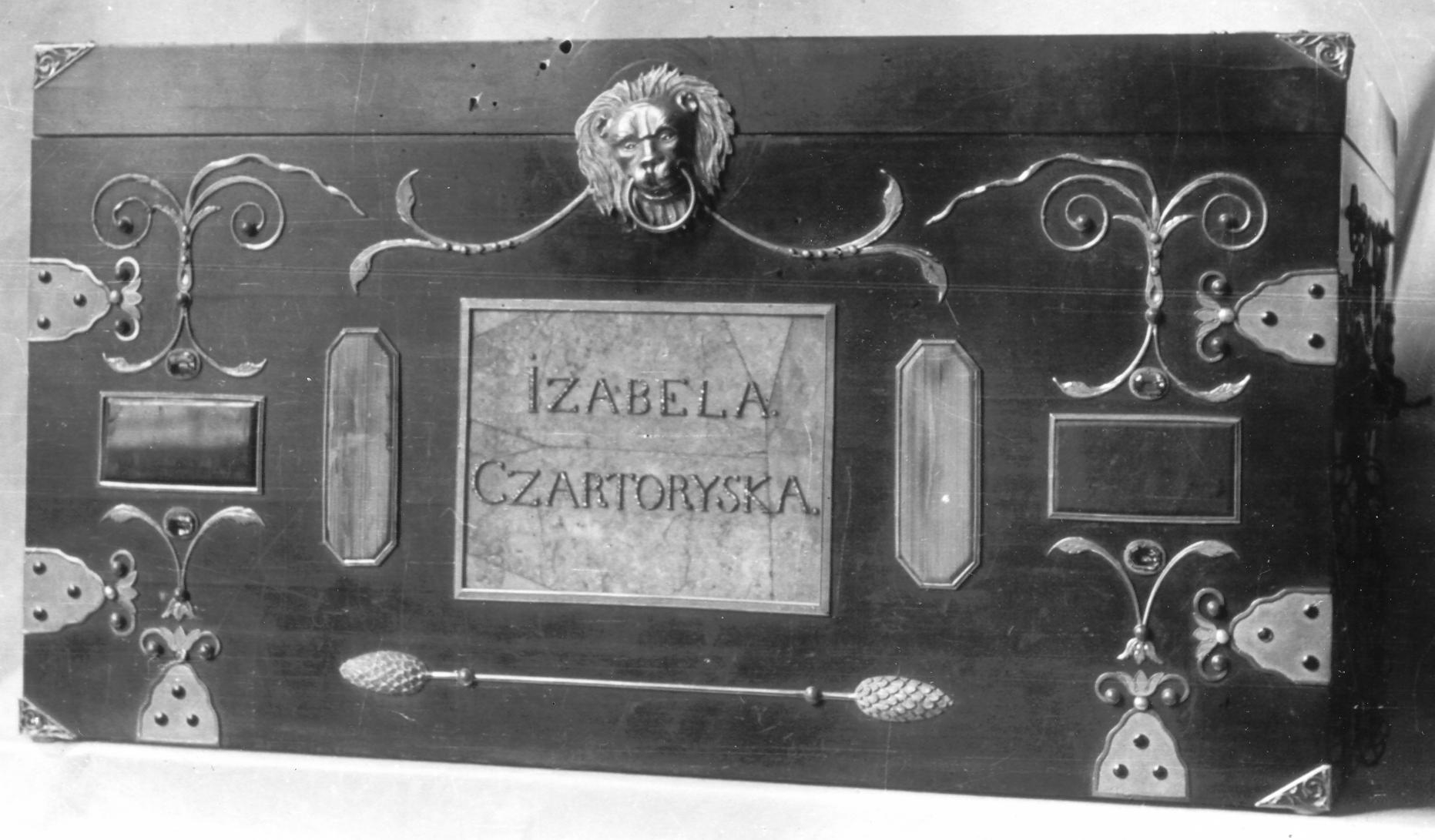
Szkatuła Królewska

Szkatuła Królewska – hebanowa skrzynia wykonana w 1800 dla Izabeli Czartoryskiej w celu przechowywania w niej pamiątek po monarchach polskich, zrabowana przez Niemców w 1939.

## Historia

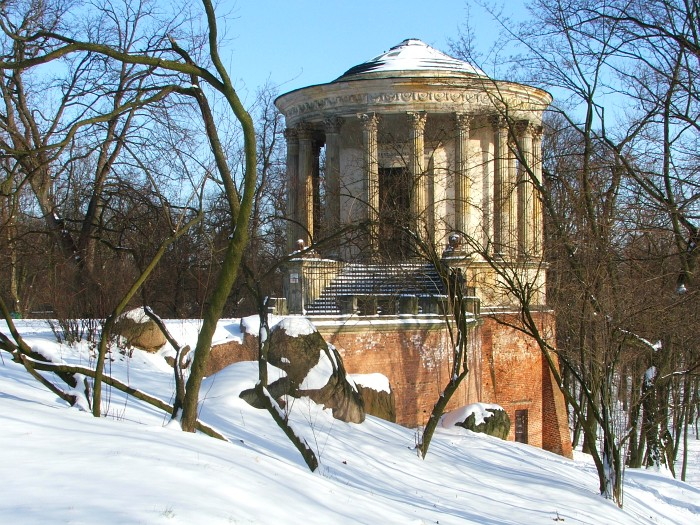
Świątynia Sybilli w Puławach (2007)

Szkatuła Królewska była najważniejszym elementem wyposażenia Świątyni Sybilli w Puławach. Ustawiona była w eksponowanym miejscu tego muzeum na granitowym postumencie i przykryta tkaniną z adamaszku. W jej wnętrzu księżna Izabela Czartoryska przechowywała pozyskane przez siebie na początku XIX w. przedmioty, które stanowiły historyczne pamiątki po królach polskich.
W 1830 skrzynia została wywieziona do Sieniawy, a po upadku powstania listopadowego za sprawą księcia Adama Jerzego Czartoryskiego trafiła do Paryża i była przechowywana w hôtelu Lambert.
Pod koniec XIX w. Szkatuła Królewska znalazła się w zbiorach Muzeum Książąt Czartoryskich w Krakowie. Nie była jednak wystawiana. W tym czasie część jej zawartości została przekazana przez Czartoryskich na Wawel oraz do zbiorów Uniwersytetu Jagiellońskiego.
W przededniu wybuchu II wojny światowej Szkatuła Królewska wraz z innymi dziełami sztuki z kolekcji Czartoryskich została wywieziona i ukryta w skrytce w jednej z oficyn pałacu Czartoryskich w Sieniawie. Tam we wrześniu 1939 została odszukana i zrabowana przez żołnierzy niemieckich. Jej dalsze losy nie są znane.

## Opis Szkatuły Królewskiej
Szkatuła była wykonana z drewna hebanowego, okuta złoceniami, ornamentowana i wysadzana szlachetnymi i półszlachetnymi kamieniami. W środku skrzyni o wymiarach 49 × 34 x 27 cm znajdowały się cztery szuflady podzielone na przegródki obite zielonym aksamitem. Na wieku i czterech bokach szkatuły widniał napis: PAMIĄTKI POLSKIE ZEBRAŁA IZABELA CZARTORYSKA ROKU 1800. ZROBIŁ JANNASCH W WARSZAWIE.

## Zawartość Szkatuły Królewskiej
W 1939 w skrzyni znajdowały się:
- Emaliowana bombonierka
- Emaliowana i pozłacana broszka z miniaturą króla Augusta III Sasa,
- Dewizka do zegarka króla Stanisława Augusta Poniatowskiego z jedwabiu i złota z gemmą
- Dwa złote zapięcia od bransolet, jedno z wizerunkiem królowej Marii Leszczyńskiej, drugie z popiersiem króla Stanisława Leszczyńskiego
- Jałmużniczka królowej Marii Leszczyńskiej z aksamitu, haftowana jedwabiem i złotem
- Kamea przedstawiająca profil króla Stanisława Augusta
- Kamea koralowa z popiersiem króla oprawiona w srebrnej podstawce
- Kamea z portretem króla Augusta III
- Kamea ze Snopkiem Wazów i monogramem Władysława IV
- Dwa klucze: większy żelazny, mniejszy z żelaza i brązu
- Klucz szambelański z orłem polskim z brązu, złocony.
- Krzyż na łańcuchu Anny Jagiellonki rytowany i cyzelowany, złoty z szafirami
- Krzyż pektoralny Zygmunta Starego na złotym łańcuchu ozdobiony jaspisami
- Krzyżyk orderowy z emalii
- Krzyżyk pektoralny Zygmunta Augusta ze złota ozdobiony perłami
- Krzyżyk pektoralny Zygmunta III.
- Łańcuch Jana Kazimierza z przełomu XVI i XVII wieku
- Złoty łańcuch Konstancji Austriaczki z przełomu XVI i XVII wieku
- Łyżka – sztuciec podróżny króla Jana III Sobieskiego
- Miniatura „Madonna z Dzieciątkiem” Marii Ludwiki z XVII wieku
- Ozdobny złoty medalion z popiersiem Zygmunta III
- Miniatura portretowa dwustronna; na awersie Władysław IV, na rewersie królowa Maria Ludwika
- Złoty naszyjnik Marii Ludwiki wysadzany kamieniami szlachetnymi
- Srebrna oprawa modlitewnika „Godzinek” Marii Ludwiki Gonzagi
- Order Złotego Runa na łańcuchu Władysława IV, wykonany ze złota i srebra
- Order Lotaryński ustanowiony przez króla Stanisława Leszczyńskiego
- Sprzączka do ładownicy w kształcie tarczy z orzełkiem wykonana z mosiądzu i srebra
- Srebrny pas królowej Marii Leszczyńskiej wykonany metodą trybowania
- Trzy pierścienie Władysława IV, dwa złote z diamentami i turkusami oraz srebrny sygnet
- Złoty pierścień Zygmunta Starego z diamentem
- Popiersie króla Augusta III, dwa popiersia króla Augusta II, popiersie króla Stanisława Leszczyńskiego (miniatury)
- Tabakierka ze srebra i kości słoniowej
- Różaniec „po królowej Leszczyńskiej” wykonany z drewna, srebra i perłowca

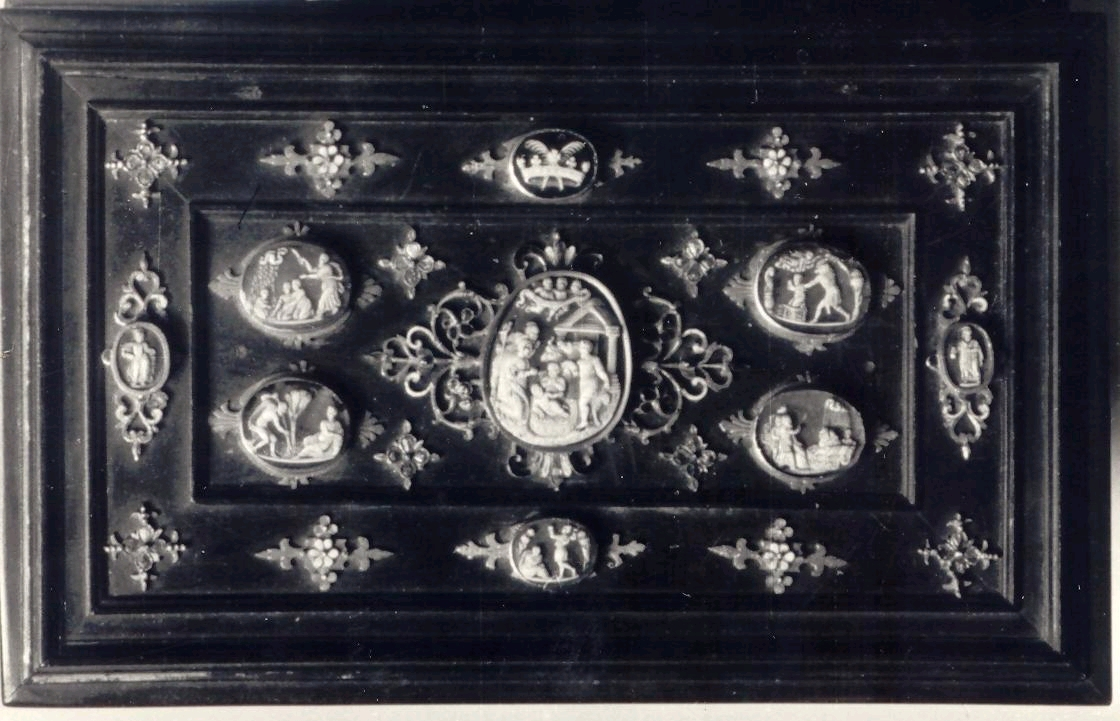
Jedna z dwóch szkatułek królowej Bony, wieko (1939)

- Dwie szkatułki królowej Bony Sforzy, wykonane w 1518 z drewna sandałowego
- Srebrne sztućce Zygmunta Kazimierza
- Tabakierka z XVIII w wykonana ze złota, perłowca i kryształu
- Szylkretowa tabakierka z miniaturą Stanisława Augusta
- Kryształowa tabliczka
- Tarczka rękojeści szpady z XVIII wieku
- Złoty tłok pieczętny króla Augusta II
- Złoty tłok pieczętny króla Stanisława Augusta Poniatowskiego
- Wieko tabakierki z kości słoniowej z popiersiem króla Jana III
- Złoty wisiorek – orzeł polski na łańcuszku
- Zawieszenie na łańcuchu Anny Jagiellonki z 1540
- Zawieszenie z orłem z początku XVIII wieku
- Zegarek kieszonkowy z 1700 wykonany techniką cyzelowania
- Zegarek kieszonkowy ze srebra i kryształu z XVII wieku
- Zegarek kieszonkowy z XVIII wieku
- Zegarek kieszonkowy króla Stanisława Leszczyńskiego
- Zegarek kieszonkowy królowej Marii Kazimiery
- Zegarek kieszonkowy męski z portretem króla Augusta III
- Zegarek kieszonkowy po królewiczu Jakubie Sobieskim
- Srebrny zegarek pektoralny Zygmunta III

Szczegółowy opis przedmiotów z uwzględnieniem miejsca zajmowanego w szkatule zawiera artykuł Ewy Czepielowej i Zdzisława Żygulskiego jun. pt. „Losy szkatuły królewskiej z Puławskiej Świątyni Sybilli” w kwartalniku wydawanym na zlecenie Ośrodka Ochrony i Konserwacji Zabytków Cenne, Bezcenne, Utracone nr 2/98.